# José Dámaso Rodríguez
José Dámaso Rodríguez y Rodríguez conocido como Pepete (Córdoba, 11 de diciembre de 1824-Madrid, 20 de abril de 1862) fue un torero español de la segunda mitad del siglo XIX. El primer matador de renombre en portar dicho apodo.

## Biografía
Nació el 11 de diciembre de 1824 en el barrio de La Merced en Córdoba, España. Su familia se dedicaba a la trata de ganado, negocio en que también trabajó él. Se casó muy joven con Rafaela Bejarano, que provenía de familia de toreros.
Sus inicios fueron en las cuadrillas de Antonio Luque Camará y José Redondo "El Chiclanero". Recibió la alternativa el 12 de agosto de 1850 en Sevilla, de Juan Lucas Blanco. Aunque existen discrepancias entre los historiadores en la fecha y lugar exacto de su alternativa. Se presentó dos años más tarde en Madrid, el 4 de julio de 1852, pero sería un año después que recibiera la confirmación de manos de Cayetano Sanz, el 27 de junio de 1853.
Era considerado un torero arrojado, que encendía al público, apasionado tanto por el ruedo como por el dinero. Se cuenta que en una ocasión que salió herido en el pecho por acercarse mucho al toro, comentó más tarde a sus amigos enseñándoles las lesiones: "…estas cosas me la curo yo mismo con esta meicina", que consistía en pasar por la herida la "moneda de oro" que había recibido en pago. Durante los años 1850, recorrería las plazas más importantes de España, recibiendo el reconocimiento de la afición y múltiples heridas.
El 20 de abril de 1862, en la plaza de toros de Madrid, el segundo toro de la tarde, un Miura llamado «Jocinero» derribó al picador en la suerte de varas, lo que hizo que saltara el diestro para quitarlo del caballo. Sin embargo, el toro alcanzó a Pepete en el corazón. Éste se levantó tranquilamente y fue andando hacia la barrera, donde cayó muerto.
Se le dedicó el siguiente verso:

"Pepete" salió a la plaza como un torero valiente; por salvar a un picador, el toro le dio la muerte.